# بات بينز
بات بينز هو دبلوماسي وسياسي كندي، ولد في 8 أكتوبر 1948 في ويبرن في كندا. نشط حزبياً في حزب المحافظين التقدمي لجزيرة الأمير إدوارد والحزب الكندي التقدمي المحافظ. وقد انتخب سفير وانتخب عضو مجلس العموم الكندي وانتخب رئيس وزراء جزيرة الأمير إدوارد ‏ (27 نوفمبر 1996 – 12 يونيو 2007).